# María Noemí Sosa
María Noemí Sosa (Esquel, 1950) es una abogada y política argentina de la Unión Cívica Radical que se desempeñó como senadora nacional por la provincia de Río Negro brevemente en 2013. Fue diputada provincial entre 1999 y 2007.

## Biografía
Nació en Esquel (Chubut) en 1950, asentándose en San Carlos de Bariloche (Río Negro) con su familia a corta edad. Estudió abogacía en la Universidad de Buenos Aires, terminando sus estudios en la Pontificia Universidad Católica Argentina Santa María de los Buenos Aires en la década de 1970.
Afiliada a la Unión Cívica Radical (UCR) desde 1982, desempeñó cargos en el Consejo de Educación provincial y en la municipalidad de Bariloche. Entre 1995 y 1999 fue concejala de dicha localidad.
Entre 1999 y 2003 integró la Legislatura de la Provincia de Río Negro por el circuito electoral Andino y, entre 2003 y 2007, por el distrito poblacional (que abarca toda la provincia), integrando además el bloque de Concertación para el Desarrollo. Formó parte de las comisiones de Turismo; de Mercosur (la cual presidió), el comité de Integración con Chile y el Consejo de la Magistratura provincial. Desde 2007 fue secretaria administrativa de la Legislatura provincial, jubilándose en 2011.
En las elecciones legislativas de 2007, fue candidata a senadora nacional por la provincia de Río Negro en la lista de Concertación para el Desarrollo. En octubre de 2013, asumió en el Senado, tras el fallecimiento de Pablo Verani, completando su mandato hasta diciembre de ese mismo año. Integró el bloque de la UCR.
En el ámbito partidario, en 2011 fue elegida presidenta del comité local de la UCR en San Carlos de Bariloche.